# Bloedverwanten (roman)
Bloedverwanten is het eerste boek uit de spin-offserie van de Academicus Vampyrus-serie van Richelle Mead. Het boek kwam uit op 23 augustus 2011.

## Verhaal
Het volgt het verhaal van Sydney Sage, de alchemist die Rose hielp in Bloedbelofte en Offergave. Het verhaal speelt zich voor het grootste gedeelte af op een middelbare school in Californië.

## Personages
In het boeken komen onder anderen voor:
- Jill Mastrano
- Eddie Castille
- Adrian Ivashkov